# Calçotets

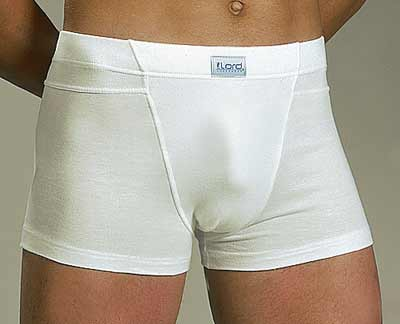
Bòxer ajustat o eslip bòxer

Els calçotets o calçons blancs o calçons de davall són una peça de roba interior masculina que cobreix des de la cintura fins al naixement de les cuixes. En alguns casos els camals cobreixen fins més avall. S'utilitzen per a protegir la zona genital (penis i testicles) del contacte continu amb la roba exterior, que sol ser més aspra. El nom prové de les antigues calces, que cobrien de la cintura a les puntes dels peus. D'aquestes calces han derivat els noms de moltes de les peces que s'utilitzen de cintura cap avall: mitjons, mitges, calces, calçó (pantalons curts) i altres. Quan són curts i sense camals s'anomenen eslip.

## Tipus

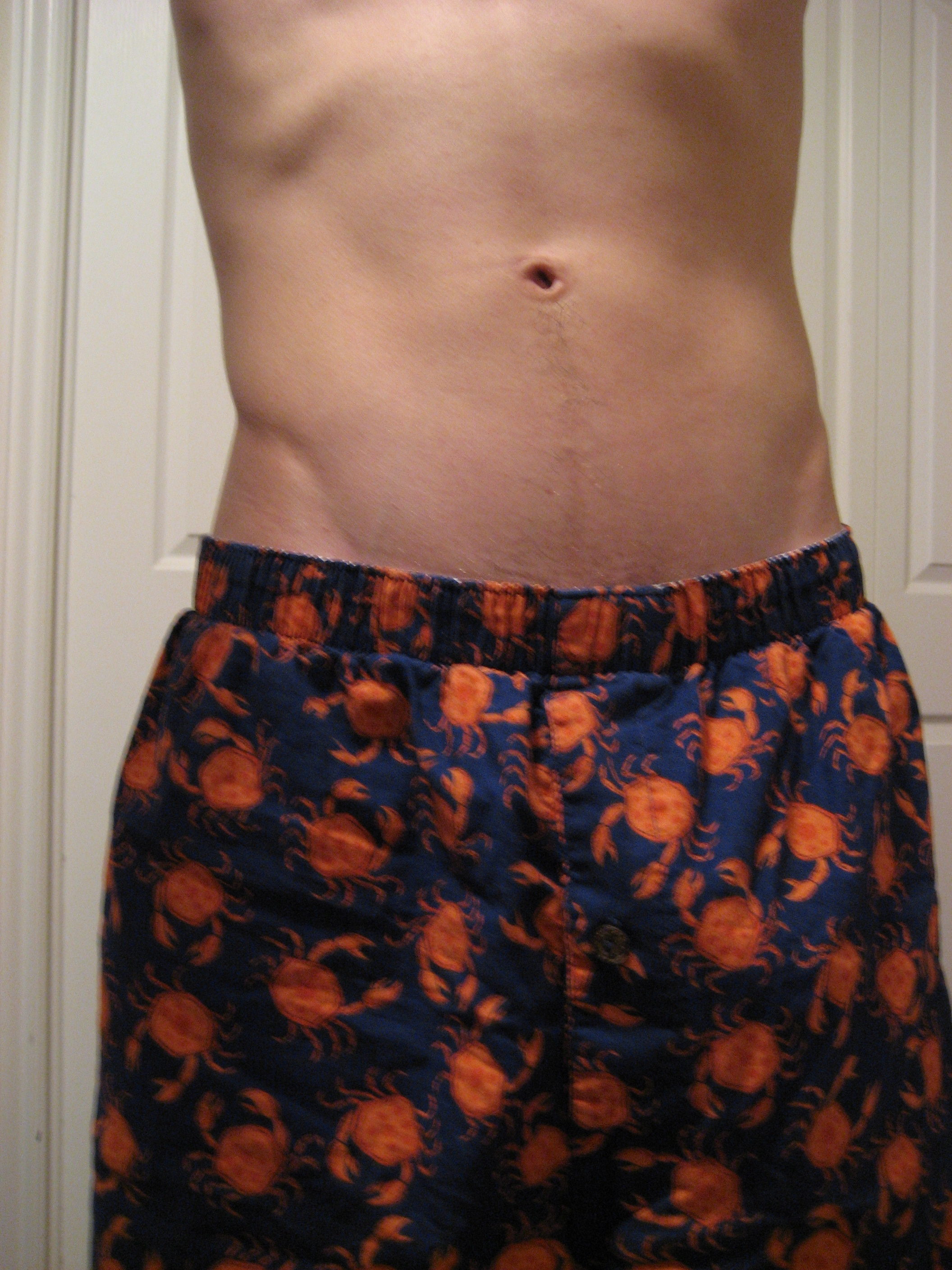
Un jove usant calçotets bòxer.

Els calçotets, avui dia conegut com a bòxer (de l'anglès boxer), té forma de pantaló curt, com el dels boxadors, d'aquí el seu nom. Els bòxers són folgats o enganxats al cos i més tradicionals que l'eslip. La majoria dels bòxers tenen una bragueta, l'obertura que permet treure el penis sense treure's la roba. Els fabricants dels bòxers tenen diferents mètodes de tancar la bragueta: fermalls de metall, botons (en el cas dels folgats), velcro i fins i tot botons en alguns casos. No obstant això, molts bòxers no necessiten mecanisme de tancament, ja que el tall de la tela es dissenya per a encavalcar prou per a cobrir la bragueta del tot.
L'eslip (de l'anglès slip) són uns calçotets ajustat, sense camals, retenint als òrgans genitals en una posició fixa. Això el fa ideal per a activitats esportives i per a aquells que volen un suport que els bòxers no donen.
L'eslip bòxer (en anglès boxer brief) és un bòxer ajustat, que combina característiques del bòxer i de l'eslip.
Els calçotets llargs són similars a les antigues calces, van de la cintura als turmells i s'ajusten per complet a la cama. La tela sol ser cotó, cotó-polièster, o franel·la. S'usen per a combatre el fred. Alguns estils de calçotets llargs, anomenats tèrmics, venen amb dues capes de tela. Els calçotets llarg prové de l'antic Union Suit, que era una peça interior sencera que cobria de les espatlles als turmells.
Marques com Jockey i Calvin Klein, estan dedicades a la tasca de comercialitzar el tanga entre els homes.
El suspensori és una peça interior dissenyada per a protegir els testicles durant una activitat vigorosa o esportiva. Un suspensori típic consisteix en una banda elàstica a la cintura amb una bossa de suport per als genitals i dues tires, que partint de la base de la bossa van l'una cap al costat esquerre i l'altra cap al dret.